# Pànic de 1825
El Pànic de 1825 va ser un col·lapse borsari que va començar al Banc d'Anglaterra, sorgint en part de les inversions especulatives a l'Amèrica Llatina, inclòs el país imaginari de Poyais. La crisi es va sentir amb una més gran intensitat a Anglaterra, on va precipitar la clausura de sis bancs de Londres i seixanta bancs de països a Anglaterra, però també es va manifestar als mercats d'Europa, l'Amèrica Llatina i els Estats Units. Una infusió de reserves d'or del Banc de França va salvar el Banc d'Anglaterra del col·lapse total.
El pànic ha estat referit com la primera crisi econòmica moderna no atribuïble a un esdeveniment extern, com una guerra i, per tant, el començament dels cicles econòmics moderns. El període de les Guerres Napoleòniques va ser excepcionalment rendible per a tots els sectors del sistema financer britànic, i les accions monetàries expansionistes preses durant la transició de l'economia en temps de guerra a les de temps de pau van iniciar una onada de prosperitat i aventures especulatives. El boom borsari es va convertir en una bombolla i els bancs atrapats en l'eufòria van fer préstecs arriscats.

## Antecedents
Una sèrie de desenvolupaments històrics van estar en joc per fer fructificar el pànic britànic de 1825. Juntament amb la revolució industrial va venir el ràpid desenvolupament de les finances i la banca. També en el període previ a la crisi, Gran Bretanya va romandre fortament involucrada a les guerres revolucionàries i napoleòniques franceses, enormement costoses.
L'accident es va produir després d'un període de finances durant la guerra en el qual Anglaterra va suspendre el patró or com una mesura temporal en el moment de guerra. La política monetària expansiva va resultar rendible per a tot el sector financer. Però quan va acabar la guerra, i el govern va decidir restablir el patró or i reprendre els pagaments en efectiu, l'economia es va contreure. En preparació per reprendre la convertibilitat, el Banc d'Anglaterra va elevar les taxes d'interès, va acumular una quantitat d'or i va retirar les notes de circulació. Això va causar la deflació, però va permetre al Banc reprendre la plena convertibilitat el 1821. I encara que els economistes i historiadors en general proporcionen relats no conflictius dels esdeveniments que van conduir al col·lapse, s'han fet diversos arguments diferents sobre els factors que van ser més importants, amb diferent pes assignat per diferents experts.

### Teories
- L'estudi de 1925 de William Ackworth sobre la Reconstrucció financera a Anglaterra, 1815-1822, va argumentar que va ser la política de deflació severa del govern i del Banc d'Anglaterra la que va exacerbar innecessàriament els problemes associats amb el canvi d'una economia en temps de guerra a una economia en temps de pau.[6]
- Economistes com a David Ricardo van criticar les accions del Banc com a resultat de la ignorància.[6]
- Tanmateix, acadèmics posteriors han mantingut que el Banc no era ignorant sinó que estava enfadat pels esforços del govern per restringir la seva autonomia i limitar el seu control sobre el seu nivell de responsabilitat.[7]
- Altres analistes han emfasitzat no la transició de la guerra a la pau sinó el paper de l'especulació anglesa, sota la política monetària expansionista, als mercats llatinoamericans.[8]
- Alexander Dick emfasitza que la crisi va ser única, ja que no va ser causada únicament per esdeveniments externs com la guerra o l'especulació als mercats estrangers, encara que certament van tenir un paper. Tanmateix, sosté que la crisi es va originar en la diversificació de l'economia financera.[9]
- La notable anàlisi de Larry Neal sobre el pànic argumenta que ni l'especulació ni el Banc d'Anglaterra ni els bancs del país són els únics responsables. Tanmateix, argumenta que tots els problemes que sorgeixen de la transició d'una guerra a una economia en temps de pau es remunten a les vastes i creixents "«incerteses d'informació»" en les institucions existents.[10]